# 数学地球物理学
數學地球物理學（英語：Mathematical geophysics）是將數學應用在地球物理學上的一個學科，涵蓋使用數學模型解釋地球動力學及地震學之類的問題。

## 數學地球物理學的各種領域

### 地球物理流體動力學

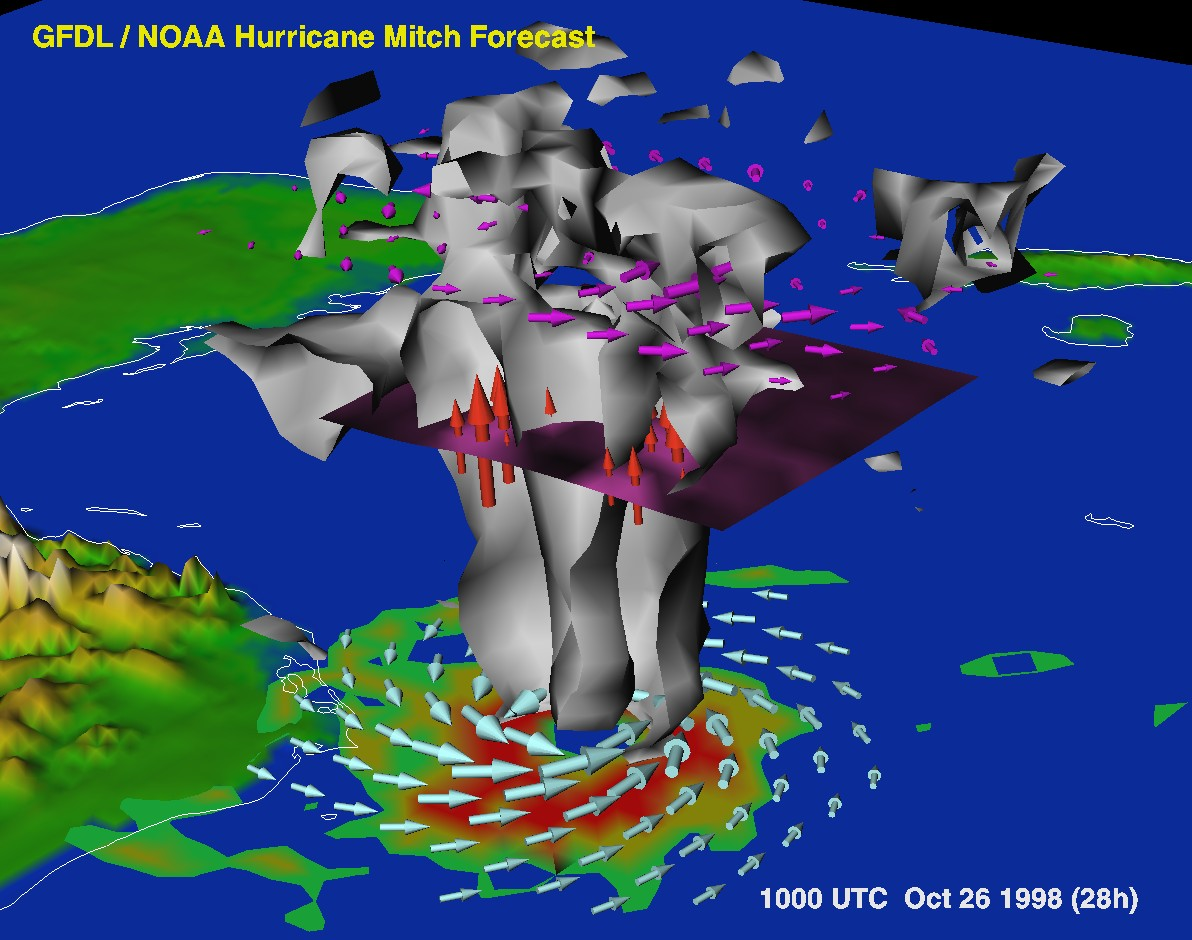
以數據模擬飓风米奇路徑

地球物理流體動力學發展出相對於大氣層、海洋和地球內部的流體動力學理論，可以應用於地球動力學及發電機原理之上。

### 地球物理反演理論
地球物理的反演理論指的是從分析地球物理數據所得到的模型參數。亦即是說，從地球表面觀察所得到的數據，引申出來對地球構造的瞭解。
反演理論的目標在於確立一些變量，例如密度或地震波速度的空間分佈。所述分佈通常取決定於地球表面可觀察的值（例如，密度的重力加速度）。建立出來的數學模型可以預測地震的大約時間及震幅。

### 分形和複雜性
許多地球物理的數據都會遵循特定的光譜（冪定律），這意味觀察到的幅度頻率會隨著功率幅度而變化。地震震級的分佈是一個很好的例子，小型地震一定比大型地震為多。亦即是說，多數的數據都有特定的幾何分形，它們都有共同的特徵，包括多方面的結構、不規則性和自我相似（它和它本身的一部分完全或是幾乎相似）。這些數據可以根據豪斯多夫维数來分割（與拓撲維數有別）。分形現象可以應用於混沌理論、自組織臨界性及亂流的研究之中。

### 數據同化
數據同化結合了數學模型於地球物理學的應用及不規則時空的觀察，大多牽涉到地球物理流體動力學的理論，需要使用到偏微分方程。通常這方程式需要準確的初始條件才能作出準確的預測，但準確的初始條件往往難以掌握。數據同化正正可以彌補了這弱點，以後來觀察所得的數據，改善初始條件，繼而得到更準確的預測。這技術可以用於天氣預報。

### 地球物理統計學
地球物理統計學包括模型驗證和量化不確定性。

### 文獻
- Parker, Robert L. . Princeton University Press. 1994. ISBN 0-691-03634-9.
- Pedlosky, Joseph. . Society for Industrial and Applied Mathematics. 2005. ISBN 0-89871-572-5.
- Tarantola, Albert. . Springer-Verlag. 1987. ISBN 0-387-96387-1.
- Turcotte, Donald L. . Cambridge University Press. 1997. ISBN 0-521-56164-7.
- Wang, Bin; Zou, Xiaolei; Zhu, Jiang. . Proceedings of the National Academy of Sciences of the United States of America. 2000, 97 (21): 11143—11144. Bibcode:2000PNAS...9711143W. doi:10.1073/pnas.97.21.11143.